# A・B・フロスト
A・B・フロストとして知られる、アーサー・バーデット・フロスト（Arthur Burdett Frost、1851年1月17日 - 1928年6月22日）はアメリカ合衆国のイラストレーター、漫画家である。ダイナミックな筆致のイラストレーションや、狩猟に関する書籍の写実的な挿絵で知られる。

## 略歴

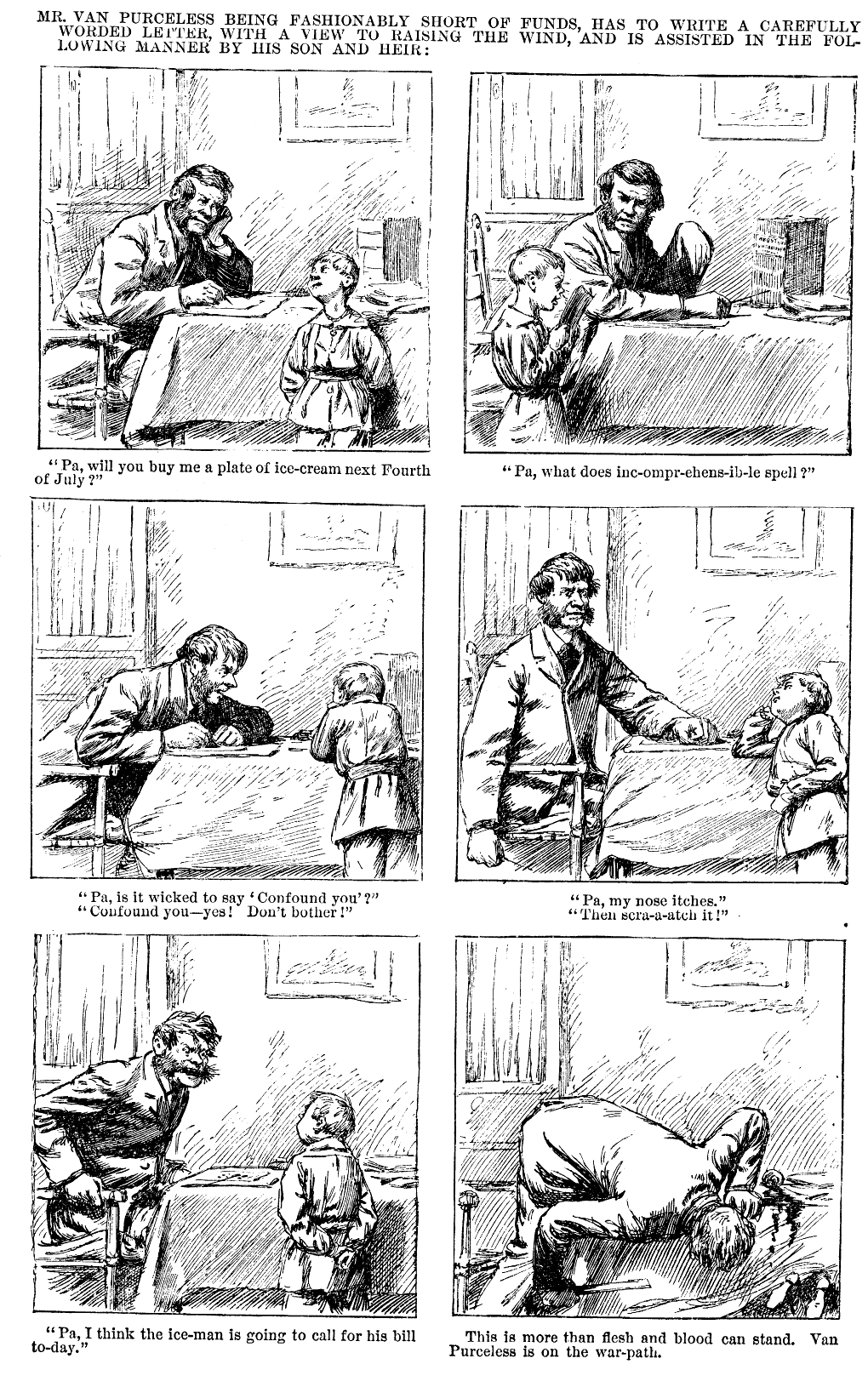
フロストの作品(1880)

フィラデルフィアで生まれた。父親は文学の教授であった。版画家になり、1874年にユーモア小説家のチャールズ・ヒーバー・クラークの書籍の挿絵を描き、この本は100万冊以上、売れた。1876年にニューヨークに本社のある有名な出版社、Harper & Brothersに雇われ、当時の有名なイラストレーター、ハワード・パイルやE・W・ケンブル、フレデリック・レミントン、C・S・ラインハートらと働き、彼らから様々技術を学んだ。色盲であったことが、単色濃淡で描かれるイラストレーションの描くうえで幸いした。1877年と1878年にロンドンを訪れ、イギリスの漫画家たちから技術を学び、フィラデルフィアに戻った後はペンシルベニア美術アカデミーで、画家のトマス・エイキンズやウィリアム・メリット・チェイスに学んだ。
この頃、後に漫画で一般的になるスタイルのキャプション付きの挿絵を描いた。1884年にアンソロジー、"Stuff and Nonsenseを出版"した。
1883年にイラストレーターのエミリー・ルイーズ・フィリップスと結婚した。1906年から1914年まで家族とフランスで暮らし、印象派の画家たちの影響を受けた。アメリカに帰国後は「ライフ」などの雑誌にイラストレーションを描いた。

## 作品

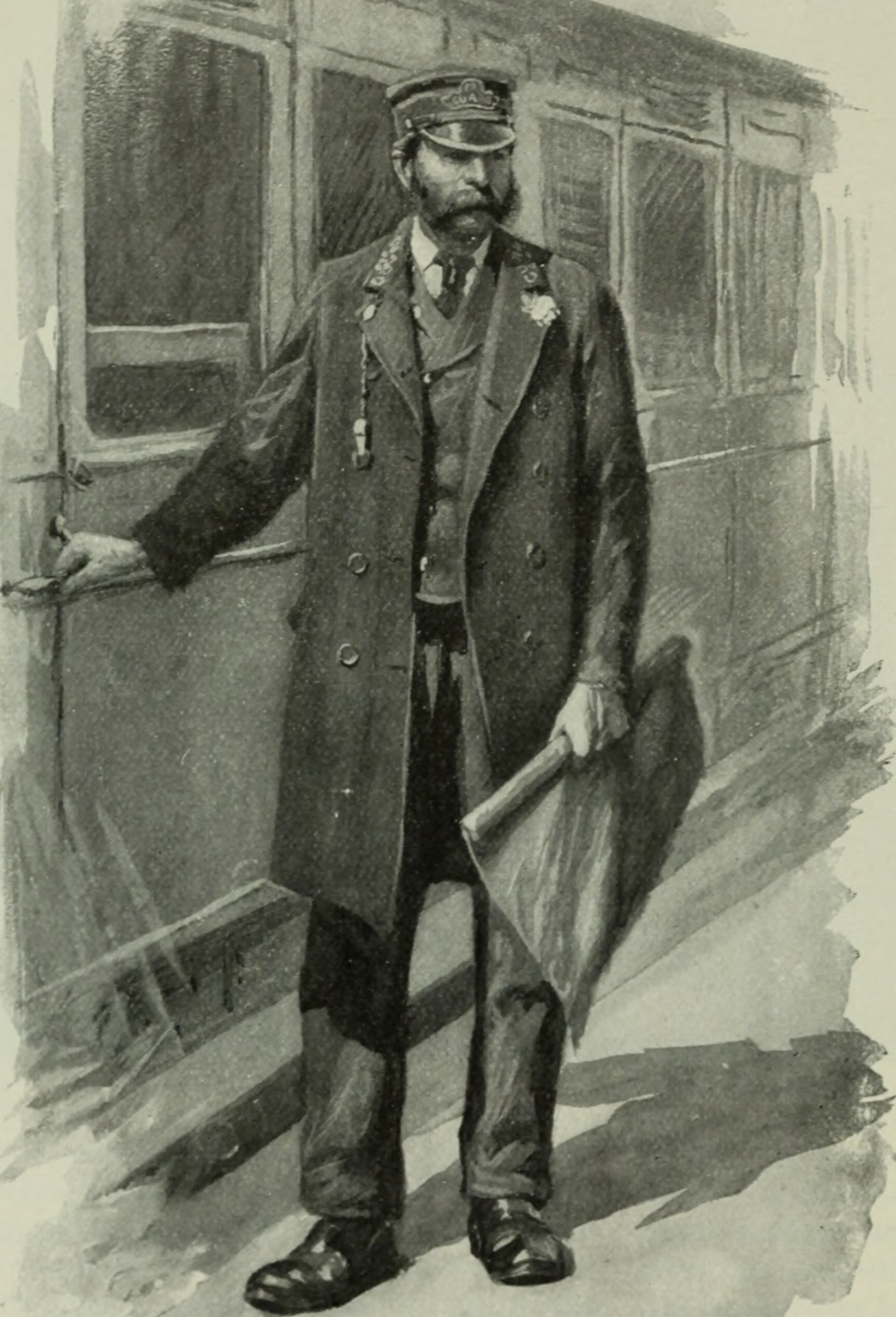
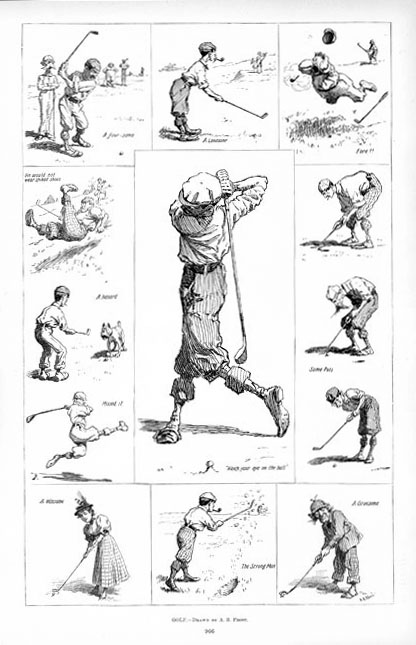
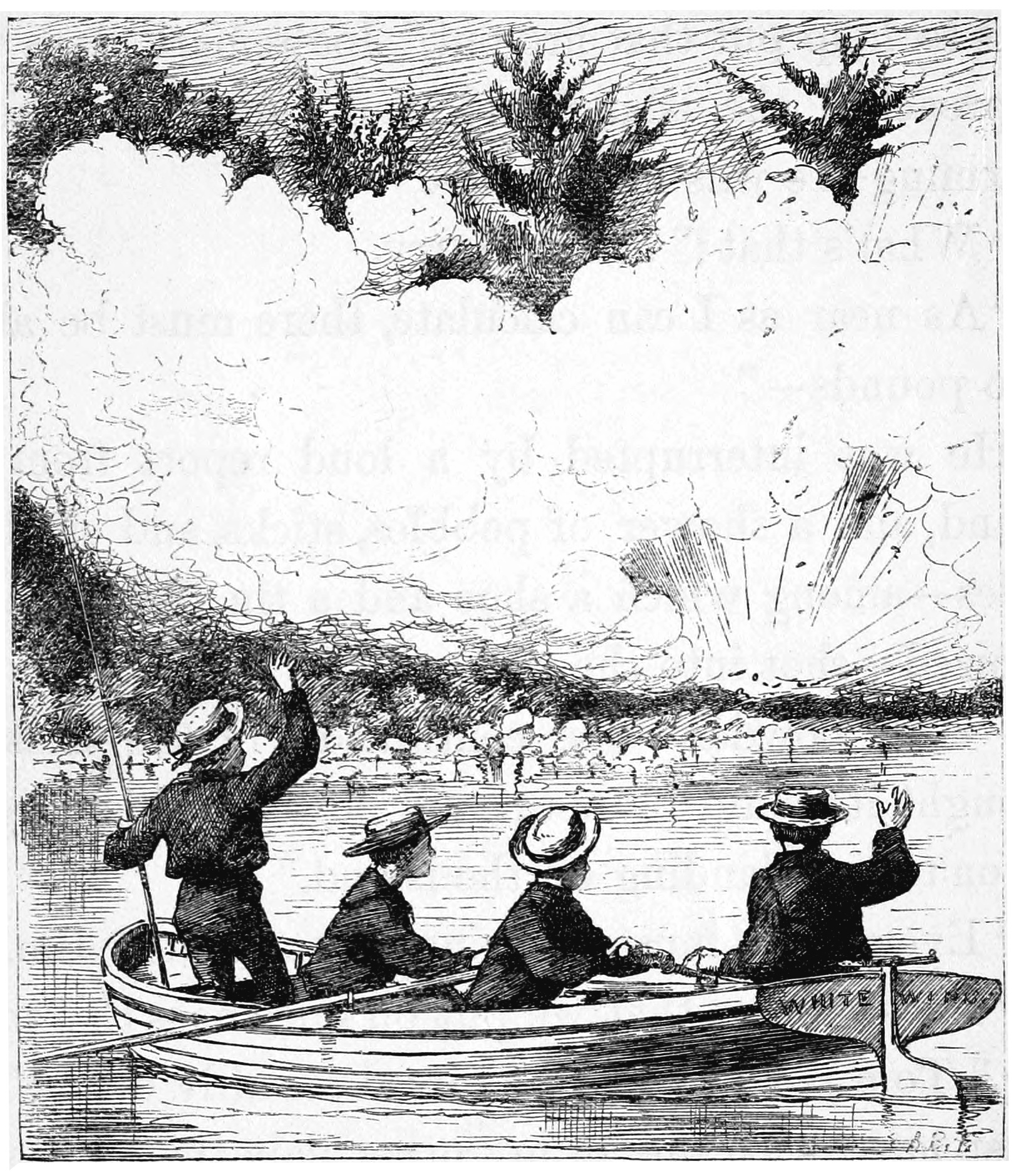
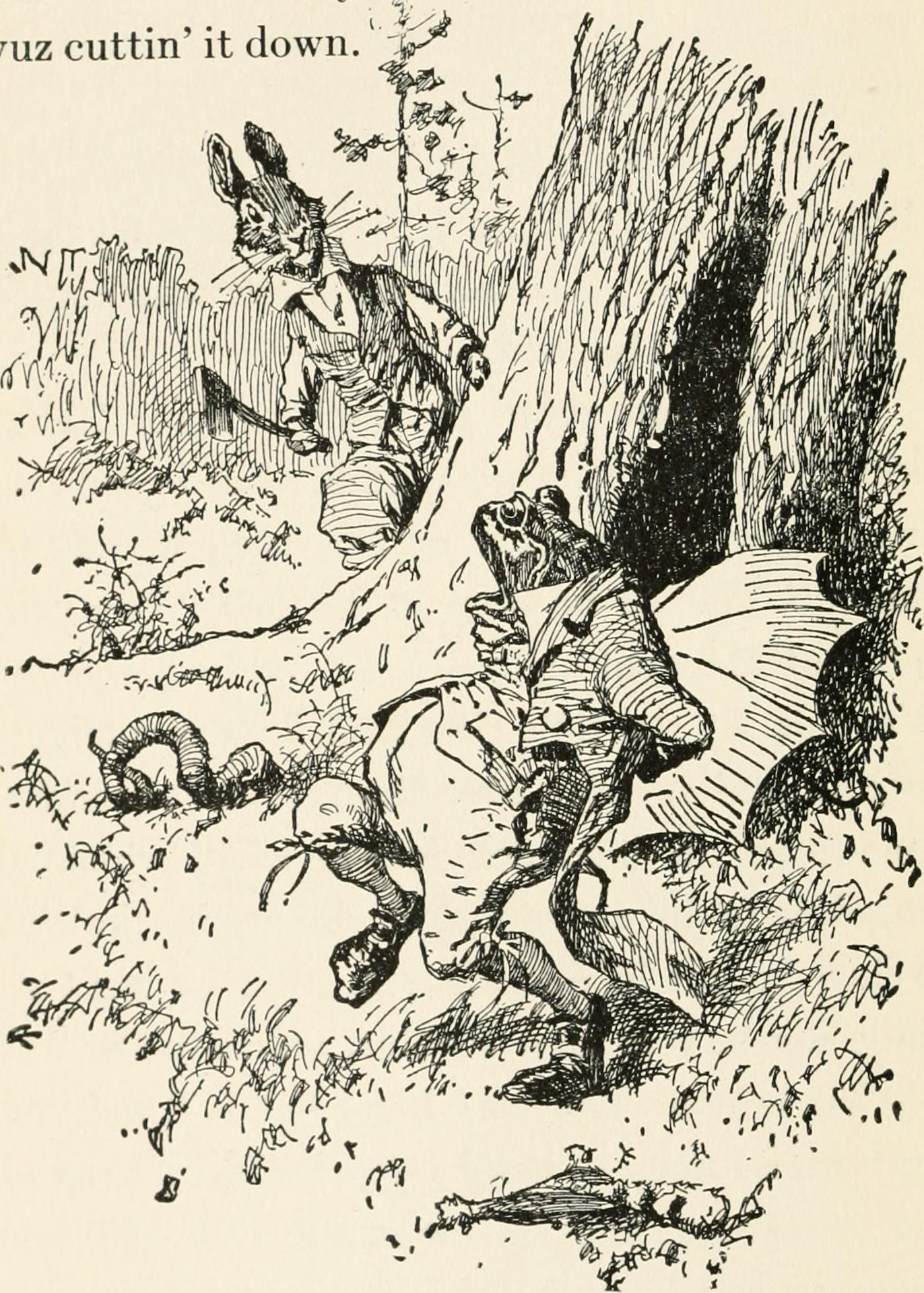

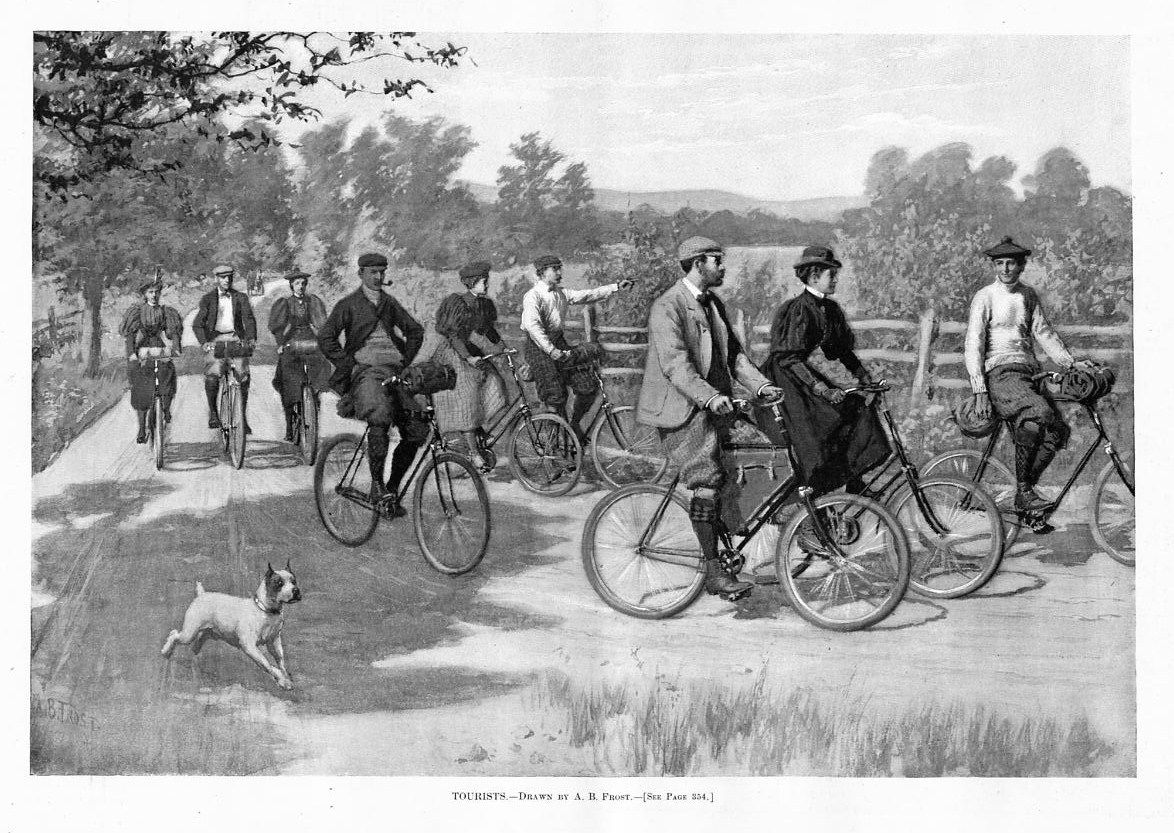
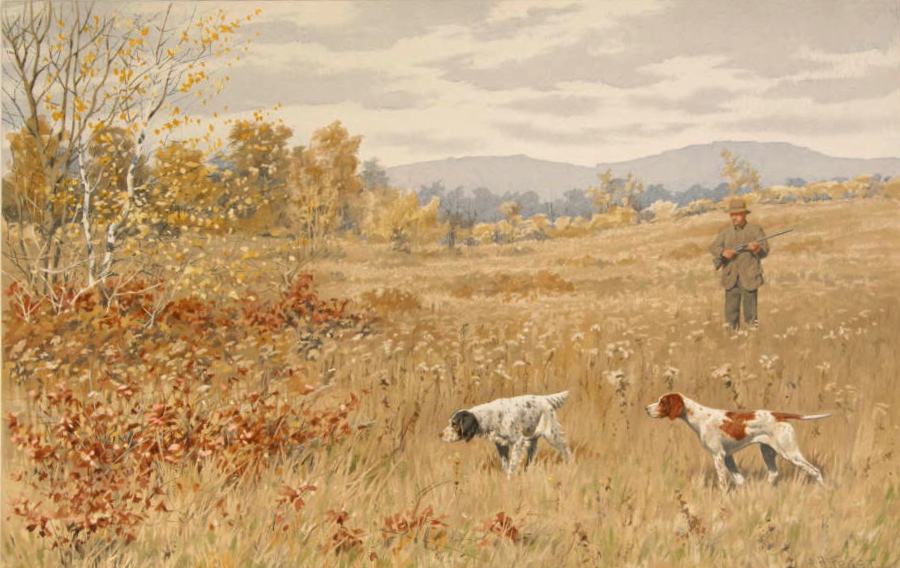
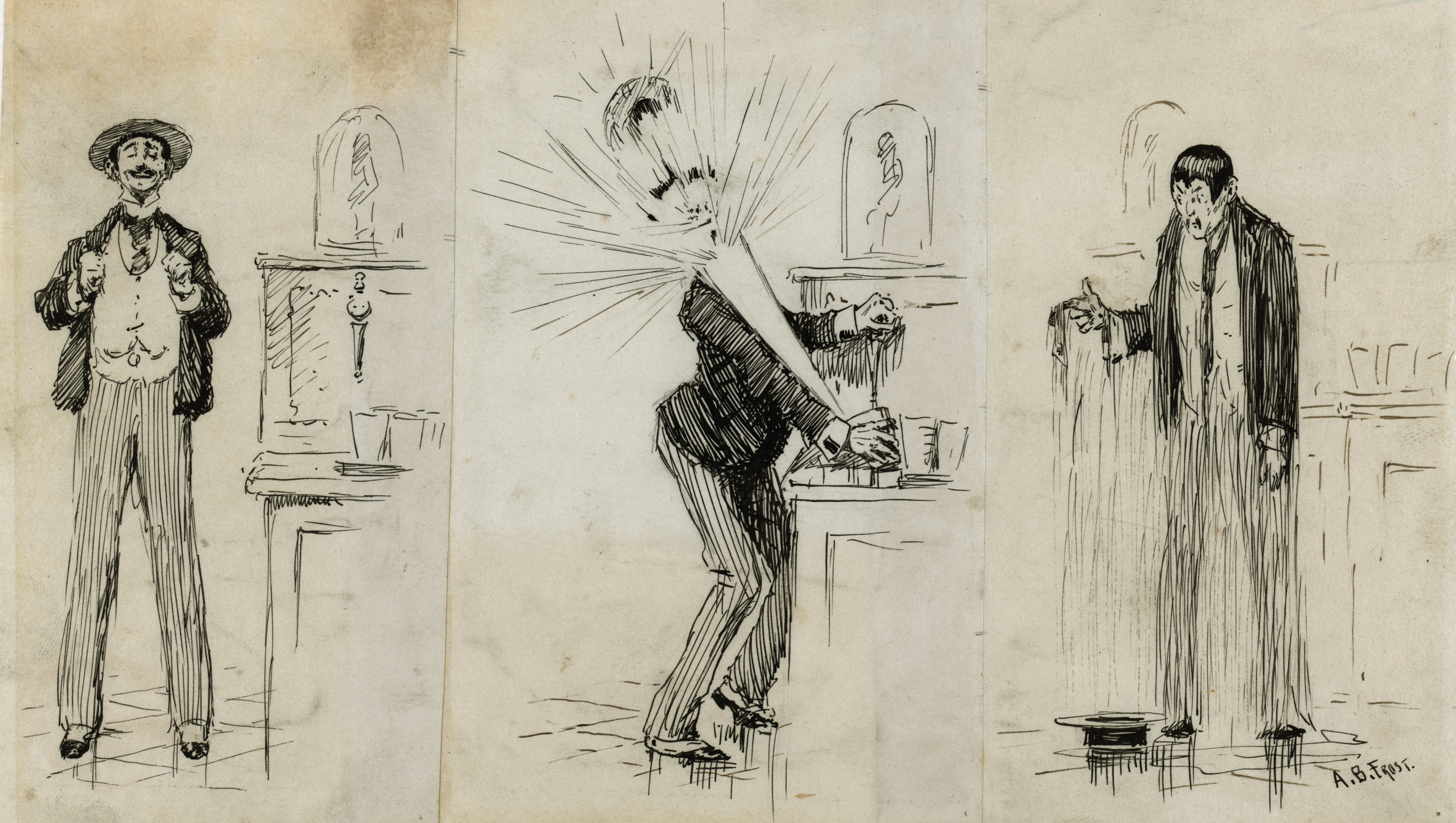